# Гиротрон
Гиротрон — электровакуумный СВЧ-генератор, представляющий собой разновидность мазера на циклотронном резонансе. Источником СВЧ-излучения является электронный пучок, вращающийся в сильном магнитном поле. Излучение генерируется на частоте, равной циклотронной, в резонаторе с критической частотой, близкой к генерируемой. Гиротрон был изобретён в Советском Союзе в НИРФИ в г. Горьком (ныне — Нижний Новгород).
Излучает волны с частотами 20—1300 ГГц. Мощность — от 1 кВт до 1—2 МВт. Релятивистские гиротроны могут генерировать излучение мощностью до 10 МВт.

## Разработка
Гиротроны были разработаны под руководством А. В. Гапонова-Грехова, которому вместе с коллегами за это были вручены две Государственные премии СССР:
- премия 1967 года — за теоретическое и экспериментальное исследование индуцированного циклотронного излучения, приведшее к созданию нового класса электронных приборов — мазеров на циклотронном резонансе (МЦР);
- премия 1983 года — за цикл работ «Мощные гиротроны диапазона миллиметровых волн и энергетические гиротронные комплексы для исследований» (1967—1981).

## Принцип действия
Гиротрон представляет собой разновидность мазера на циклотронном резонансе. Это означает, что в основе его работы лежит эффект вынужденного излучения свободных электронов, помещённых во внешнее магнитное поле и вращающихся с циклотронной частотой, равной частоте излучения.
Объяснение принципа работы гиротрона возможно как с квантовой, так и с классической точки зрения.
С квантовой точки зрения электрон, помещённый в магнитное поле, представляет собой гармонический осциллятор, уровни энергии которого представляют собой хорошо известные уровни Ландау. В нерелятивистском приближении энергетические уровни Ландау эквидистантны, что означает, что вероятности вынужденного излучения и резонансного поглощения излучения электронами равны между собой, и следовательно, генерация излучения невозможна. Существуют разные способы нарушить это равенство, но в гиротронах используется принципиальная неэквидистантность уровней, обусловленная релятивистскими эффектами. При этом сами электроны обычно имеют скорости много меньше скорости света, поэтому эта неэквидистантность мала. Чтобы в таких условиях была возможна генерация, требуется, чтобы линии поглощения и излучения были достаточно узкими. Обычно этого невозможно добиться в силу доплеровского уширения этих линий. Однако в резонаторах, работающих вблизи критической частоты (то есть частоты, ниже которой распространение волн в данном резонаторе невозможно), волновой вектор волны практически перпендикулярен магнитному полю, и эффект Доплера практически отсутствует. Таким образом, удаётся реализовать классическую схему вынужденного излучения в системе с неэквидистантным спектром, аналогичную мазерам и лазерам на атомах.
С классической точки зрения генерация в гиротронах объясняется неустойчивостью пучка вращающихся в магнитном поле электронов при наличии электромагнитной волны на резонансной частоте, приводящей к фазовой группировке электронов и усилению волны. При этом условие фазового синхронизма между электронами и излучением имеет вид
{\displaystyle \omega -k_{\parallel }v_{\parallel }\approx s\omega _{\text{c}},}
где ω — частота излучения, ωc — циклотронная частота, {\displaystyle k_{\parallel },v_{\parallel }} — продольные (относительно направления магнитного поля) волновой вектор излучения и скорость электронов, {\displaystyle s=\pm 1,\pm 2,\dots }. В гиротронах это условие удовлетворяется за счёт работы на частотах, близких к критическим частотам резонатора, для которых {\displaystyle \omega /k_{\parallel }\gg c} ({\displaystyle c} — скорость света), таким образом, добавка {\displaystyle k_{\parallel }v_{\parallel }}, обусловленная эффектом Доплера, мала, что повышает КПД устройства. Обычно гиротроны работают на первой гармонике циклотронной частоты ({\displaystyle s=1}), но возможно осуществление генерации и на кратных частотах.
Из теории волноводов известно, что критическая мода волновода практически полностью отражается даже от открытого конца. Излучение происходит только за счёт дифракции. Поскольку гиротроны работают на частотах, близких к критическим, это позволяет использовать в их устройстве открытые резонаторы, что является одним из преимуществ гиротронов. В современных гиротронах используется также специальное преобразование вышедшего излучения в гауссов пучок за счёт использования изогнутых зеркал специальной формы.
Важным для работы гиротрона является и устройство источника электронов — катода. Чтобы электроны эффективно отдавали свою энергию излучению, необходимо, чтобы они имели существенные поперечные скорости. Этого можно достичь, лишь если на поверхности катода существует достаточно большое электрическое поле, поперечное магнитному полю. Поэтому катоды в гиротронах работают вдали от режима насыщения пространственным зарядом.

## Применение
Первым применением гиротронов стало наблюдение эффекта самофокусировки СВЧ-волн в плазме.
Одним из главных применений является нагрев плазмы в установках термоядерного синтеза с магнитным удержанием плазмы. В частности, в установке ITER предполагается использование 24 гиротронов мощностью 0,6—1 МВт. Восемь из них должны быть созданы на предприятии ГИКОМ в Нижнем Новгороде совместно с Институтом прикладной физики РАН, ещё восемь — в Японии, и ещё восемь — в Европе. К исходу 2022 года ГИКОМ поставил к месту создания ITER 4 гиротрона с характеристиками: длина волны — 1 миллиметр (то есть частота — 300 гигагерц), мощность — 1 мегаватт, коэффициент полезного действия: 50—55 процентов.
Гиротроны также применяются в спектроскопии.